# قرار مجلس الأمن التابع للأمم المتحدة رقم 271
قرار مجلس الأمن الدولي رقم 271 لعام 1969 بتاريخ 15 سبتمبر يدين إسرائيل لحرق المسجد الأقصى في يوم 21 أغسطس من سنة 1969 ويدعو فيه إلى إلغاء جميع الإجراءات التي من شأنها تغيير وضع القدس.